# モンタルジ
モンタルジ （Montargis）は、フランス、サントル＝ヴァル・ド・ロワール地域圏、ロワレ県のコミューン。

## 地理

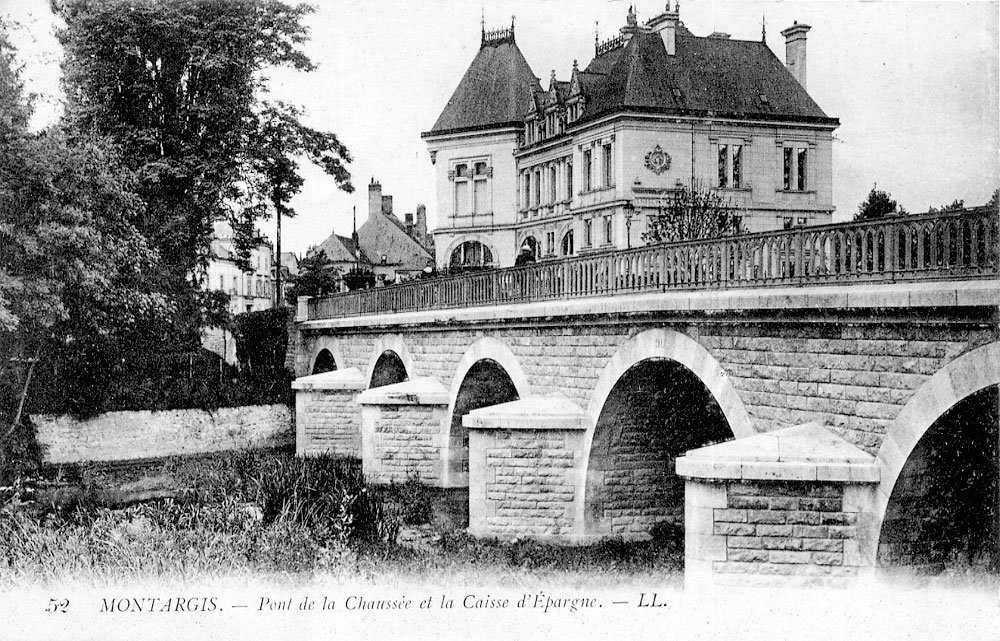
100年ほど前に撮影されたショーセ橋

モンタルジは、国道7号線、A6またはA77を経由してパリから約120km南にある。国道60号線を経てオルレアンの東70kmの地点である。
まちはロワン川、ピュイソー川、ヴェルニソン川の合流する地点にあたる。ブリアル運河がめぐらされ、その上には橋がいくつも架けられている。その姿から『ガティネのヴェネツィア』（Venise du Gâtinais）と呼ばれる。

## 交通
- 道路 - A77、A19
- 鉄道 - モレ＝ヴェニュー＝レ・サブロン＝リヨン＝ペラシュ線、モンタルジ駅。ムラン、パリ、ヌヴェールへ接続される。

## 歴史

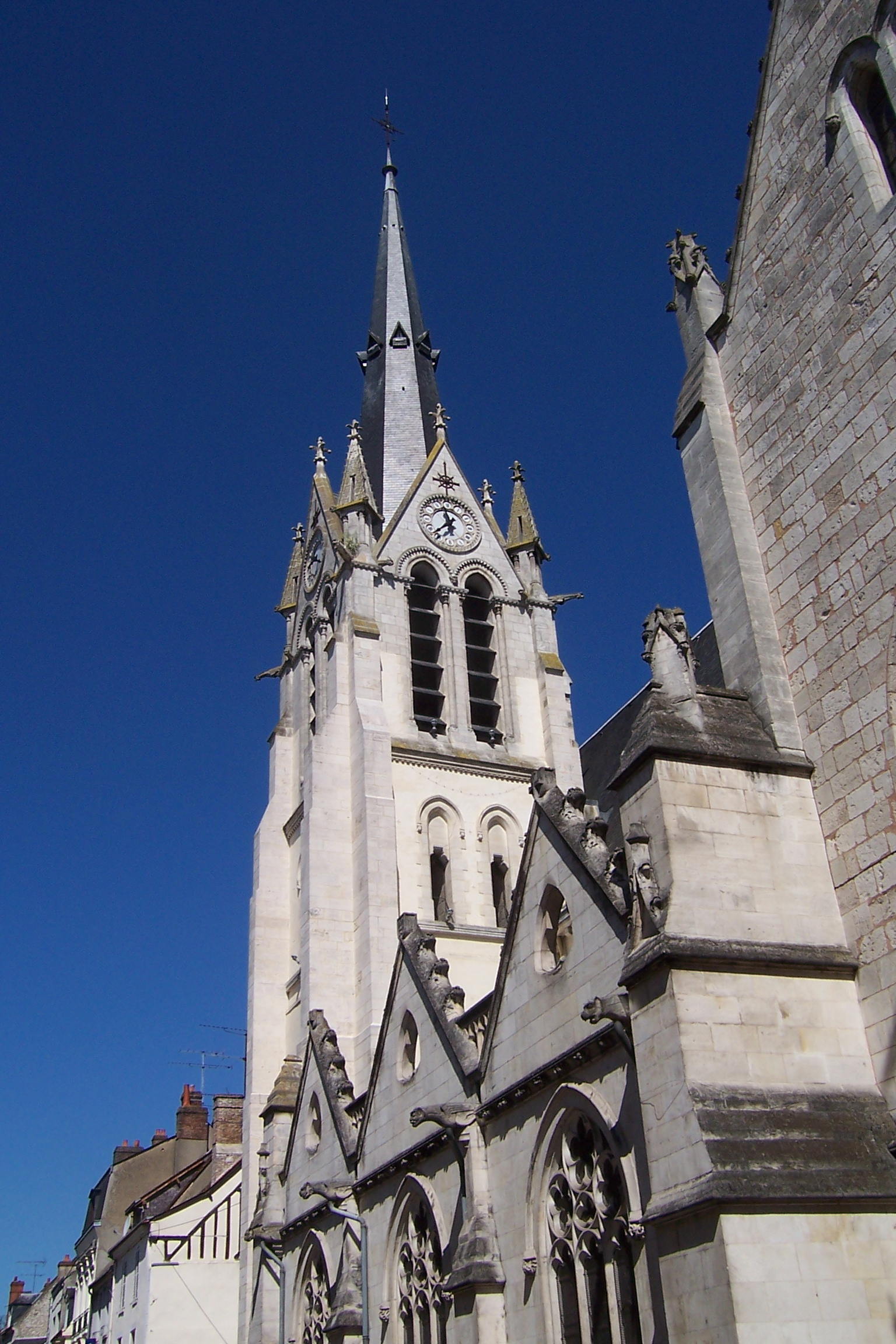
サント＝マドレーヌ教会の尖塔

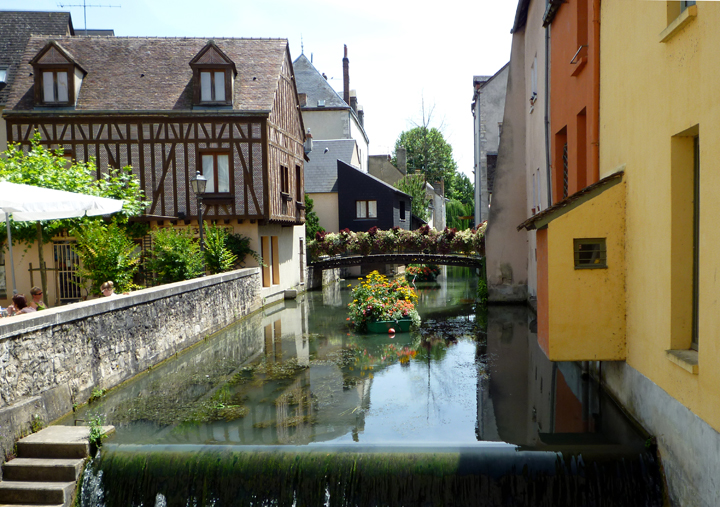
運河のある風景

モンタルジ最初の領主はクルトネー領主でもあるジョスランであった。ルイ肥満王の四男ピエールはクルトネー家のイザベルと結婚し、持参金としてカウンティを手に入れた。彼はモンタルジ城を拡張し防衛を強化したため、人々が集まるようになった。1170年、彼はモンタルジで暮らすすべての住民に、「領主のワインと、農業で鋤を用いる農家のライムギにかけられる十分の一税」を除いて人頭税をかけるという憲章を与えた。加えて、住民の私有財産保有を起こりうる犯罪から守ることを保証し、モンタルジの大市に頻繁に訪れる商人の安全を確立した。1188年、ピエールはフィリップ2世にまちを割譲した。
フィリップ4世はモンタルジに与えられた特権を確認した。
モンタルジの住民たちは百年戦争中の1427年、イングランド軍との戦いで名を上げることになる。ウォリック伯リチャード・ド・ビーチャムとサフォーク伯ウィリアム・ド・ラ・ポール、ジョン・タルボットが指揮するイングランド軍が町を包囲したのである。住民たちは勇敢に抵抗、地元に数箇所ある大きな池の堤防を破壊し、イングランド軍の駐屯場所や周囲を水浸しにした。敵の多くが溺死、救援に来たアルテュール・ド・リッシュモン、ジャン・ド・デュノワ、ラ・イルの突撃でイングランド軍は打ち破られモンタルジは解放された。シャルル7世はその寛大さでモンタルジに報いてモンタルジ＝ル＝フラン（Montargis-le-Franc）の称号を贈り大規模な免税と特権を授与した。
ルイ12世は、オルレアン公爵領に含まれていたモンタルジを王領に加えた。
1528年、フランソワ1世は、ルイ12世の王女ルネ・ド・フランスにモンタルジを与えた。ルネは夫であるフェラーラ公エルコレ2世・デステの死後、モンタルジに隠棲することとなった。彼女はそこでカルヴァン派信徒を受け入れ、同じ信仰の人々を保護した。1570年、王領にとどめておいてほしいという住民の懇願にもかかわらず、シャルル9世はモンタルジをルネの娘で、ギーズ公フランソワと婚約したアンナ・デステへ与えた。
1594年、モンタルジとその城はアンリ4世へ差し出された。
1920年代のモンタルジには大きな中国人コミュニティーがあり、フランス留学時代の鄧小平や周恩来が一時暮らしていた。

## 経済
まちの経済は主に工業用ゴム大手メーカー、ユチンソン（ハッチンソン、Hutchinson）を中心に展開している。
2008年10月10日、内務省は、モンタルジにある、警察補佐官の研修を行うフランス国家憲兵隊学校の閉鎖を発表した。

## 史跡
- モンタルジ城 - フィリップ2世時代に建てられた正方形の塔からなり、まちを見下ろす。12世紀のサント＝マリー教会納骨堂、13世紀のワイン貯蔵庫も含む。まちに面した城壁修復事業は2011年に完了した。
- サント＝マドレーヌ教区教会 - 最古の部分は12世紀のもの。1863年からヴィオレ・ル・デュック指揮の修復作業が行われた。

## 姉妹都市
- グレーフェン、ドイツ
- クロウバラ、イギリス

## 出身者
- パトリシア・プティボン - 歌手
- ステファン・ロベール - テニス選手
- パスカル・ドジェ - 柔道家
- ギュイヨン夫人 - 神秘家